# Global Group
Die Global Group ist eine Unternehmensgruppe mit Sitz in Algier (Algerien), die folgende Tochtergesellschaften umfasst:
- GMIA: Vertrieb von in Algerien montierten Lastwagen und Bussen der Marke Hyundai.
- GMI: Montagefabrik für Hyundai-Nutzfahrzeuge.
- Kia Aldjazair: Vertrieb von in Algerien montierten Fahrzeugen der Marke Kia.
- Gloviz: Montagefabrik für Kia-Fahrzeuge.
- G-Transit: Internationale Spedition.
- Transglobal: Waren-, Fahrzeug- und Containertransport.

## Fahrzeugproduktion
Die ersten Hyundai-Lieferwagen wurden 2016 bei GMI in Batna montiert.
Gloviz ist ein Joint Venture mit Kia Motors, welches diese Unternehmung als wichtigste Basis in Afrika ansieht. Die Umstände der Gründung von Gloviz sind nicht unumstritten. Der Grundstein für dieses Werk in Djerma wurde im März 2017 gelegt. Die Produktion bei Gloviz begann im Frühjahr 2018. Der Kia Picanto wurde bereits zuvor bei GMI montiert.

## Modelle
Bei Gloviz werden die Kia-Modelle Picanto, Rio, Cerato sowie der Lieferwagen K2700 montiert.